# Timmins (circonscription provinciale)
Pour les articles homonymes, voir Timmins (homonymie).
Circonscription électorale provinciale du Canada
Timmins est une circonscription provinciale de l'Ontario représentée à l'Assemblée législative de l'Ontario depuis 2018. 
Peu avant les élections de 2018, la Commission de délimitation des circonscriptions électorales du Grand Nord propose la scission de la circonscription de Timmins—Baie James. La partie nord, majoritairement peuplée par des membres de Premières Nations (27%) et de francophone (60%), deviendrait la circonscription de Mushkegowuk—Baie James. La partie sur, plus urbanisée, devint la circonscription de Timmins. En 2007, l'adoption de la Representation Statute Law Amendment Act, 2017 permet la création des circonscriptions de Mushkegowuk—Baie James et de Kiiwetinoong.

## Géographie
La circonscription consiste en la ville de Timmins.
Les circonscriptions limitrophes sont Nickel Belt, Timiskaming—Cochrane et Mushkegowuk—Baie James.  

## Historique
| Législature                                         | Années        | Député | Député        | Parti                     |
| --------------------------------------------------- | ------------- | ------ | ------------- | ------------------------- |
| Timmins Circonscription issue de Timmins—Baie James |               |        |               |                           |
| 42e                                                 | 2018–2022     |        | Gilles Bisson | Néo-démocrate             |
| 43e                                                 | 2022–2025     |        | George Pirie  | Progressiste-conservateur |
| 44e                                                 | 2025–en cours |        | George Pirie  | Progressiste-conservateur |

## Circonscription fédérale
Depuis les élections provinciales ontariennes du 4 octobre 2007, l'ensemble des circonscriptions provinciales et des circonscriptions fédérales sont identiques. Cependant, les circonscriptions du Nord de l'Ontario font exception à cette règle.
Une ancienne circonscription fédérale nommée Timmins a existé de 1949 à 1979.